# Gąsocin
Gąsocin – wieś sołecka w Polsce położona w województwie mazowieckim, w powiecie ciechanowskim, w gminie Sońsk.
W latach 1954–1972 wieś należała i była siedzibą władz gromady Gąsocin. W latach 1975–1998 miejscowość administracyjnie należała do województwa ciechanowskiego.
Gąsocin graniczy z miejscowościami: Koźniewo Łysaki, Koźniewo Średnie, Kałęczyn, Soboklęszcz.
W Gąsocinie znajduje się parafia pw. św. Maksymiliana Kolbego oraz zabytkowa stacja kolejowa.
Wieś posiada obecnie 3 placówki szkolne: przedszkole, szkołę podstawową oraz gimnazjum. Po reformie edukacyjnej w 1999 roku Szkoła Podstawowa im.Stanisława Milewskiego musiała pomieścić w tym samym budynku uczniów podstawówki i gimnazjum. Postanowiono wówczas rozpocząć budowę nowego budynku, który oddano do użytku w 2000 roku. Dawny zaś budynek szkoły podstawowej przekształcono w gimnazjum.
Na terenie Gąsocina znajduje się Biblioteka Publiczna Gminna oraz bank.
W 1828 wieś liczyła 13 domów, 92 mieszkańców. Od 1926 roku istnieje Spółdzielnia Mleczarska, a od 1924 roku Ochotnicza Straż Pożarna.